# Андрієць Сергій Анатолійович
Сергій Анатолійович Андрієць (нар. 20 січня 1981, Зеленотропинське) — український футболіст, що грав на позиції нападника. Відомий за виступами у складі сімферопольської «Таврії» у вищій українській лізі.

## Кар'єра футболіста
Сергій Андрієць народився у Голопристанському районі Херсонської області, а розпочав займатися футболм у сімферопольському УОР. У професійному футболі дебютував у команді другої ліги «Титан» з Армянська в 1997 році. Наступного року футболіст отримав запрошення до команди вищої української ліги «Таврія» з Сімферополя, проте він зіграв у її складі лише 1 матч у чемпіонаті та 1 матч у Кубку України. У 1999 році Сергій Андрієць повернувся до «Титана», проте зіграв у його складі лише 1 матч. У 2000 році він грав у складі аматорської команди «Динамо» з Цюрупинська, а в другій половині року грав у команді другої ліги СК «Херсон» з однойменного обласного центру. У 2001—2002 роках футболіст грав у складі спочатку аматорської, а пізніше друголігової команди «Динамо» з Сімферополя. У 2002—2003 році Андрієць грав у складі російської аматорської команди «Комунальник» з Гукова. У 2003 році футболіст також грав у складі футзальної команди «Динамо-ЮРІН». Після 2003 року футболіст у складі професійних команд не грав.